# ویتلند (مینه‌سوتا)
ویتلند (به انگلیسی: Wheatland) یک منطقهٔ مسکونی در ایالات متحده آمریکا است که در مینه‌سوتا واقع شده‌است. ویتلند ۳۲۰٫۹۶ متر بالاتر از سطح دریا واقع شده‌است.